# Schifffahrtskanalprojekte in den Alpen
Schifffahrtskanalprojekte in den Alpen waren bis ins 20. Jahrhundert ein Versuch, die Überquerung der Alpen besonders für den Güterverkehr leichter zu ermöglichen. Aufgrund des Ausbaus des Straßen- und Eisenbahnnetzes sowie der untergeordneten Bedeutung der Binnenschifffahrt im Alpenraum waren sie erfolglos und sind heute weitgehend vergessen.

## Historische Bedeutung der Binnenschifffahrt im Alpenraum
Bis ins 20. Jahrhundert hatte die Schifffahrt in den Alpen eine weitaus größere Bedeutung als heute.
Besonders die großen Seen, welche vom Rand der Alpen zum Teil weit in diese hinein reichen, waren bis weit in das 20. Jahrhundert eine wichtige Etappe im Alpenverkehr. Anders als die zum Teil abenteuerlichen und gefährlichen Routen über Land waren die Wege über die Gewässer vergleichsweise sicher, bequem und wurden immer gerne genutzt. Die Alpen hatten eine große Bedeutung als Lieferant von Holz: weite Landstriche Europas waren entwaldet; der Holzbedarf zum Heizen, zum Schiffbau, zum Hausbau, für den Bergbau und vieles mehr war groß; vielerort gab es Holznot. Auch relativ kleine Fließgewässer wurden dazu genutzt, Holz „bergab“ zu befördern.
Auch die Flussschifffahrt hatte früher eine höhere Bedeutung. Schon die Römer treidelten auf dem Rhein bis Chur, wo die Waren auf Karren und Wagen umgeladen wurden und Reisende Pferd oder Wagen bestiegen. Auch die Save und die Drau waren wichtige Wasserwege.
Noch im Mittelalter und der frühen Neuzeit wurden die Flüsse nicht nur für einfache Holzflößerei genutzt, sondern bis tief in die Alpen von Kähnen befahren. So wurde beispielsweise ein großer Teil des Verkehrs auf der Brennerroute mit Kähnen bewältigt, die den Inn bis Hall bzw. die Etsch bis Bozen befuhren. Um das Jahr 1300 betonten die Bürger von Hall, dass ihre Haupteinnahmequelle ebendiese Flussschifffahrt sei. Hall war der Endpunkt für die Schiffe, die ‚Hohenauerinnen‘ genannt wurden, welche bei einer Länge von 40 m bis zu 800 Zentner fassen konnten – was etwa 30 Wagenladungen entsprach. Diese Schiffe wurden bei ihrer Reise bergaufwärts von Kufstein nach Hall von 20 Pferden getreidelt, bei den damaligen Straßenverhältnissen brauchte man für den Transport zu Land mehr als sechsmal so viele Pferde. Dazu kam eine höhere Bequemlichkeit für Reisende und der Zeitgewinn, vor allem bei der Reise bergabwärts, wo für die Strecke Hall–Kufstein nur sechs Stunden gebraucht wurden. Auch von Verona wird berichtet, dass die Stadt sehr von der Etsch profitierte. Geräumige Barken befuhren sie von Venedig kommend, so es die Etsch zuließ, bis nach Bozen. Dabei transportierten sie Reisende und eine Vielzahl von Waren.
Mit dem Aufkommen der Eisenbahn verschwand diese Flussschifffahrt recht schnell (siehe Geschichte der Schweizer Eisenbahn, -in Österreich, -in Deutschland). Zwar wurden in den Alpen eine ganze Reihe von Kanälen geplant und gar gebaut. Diese dienten aber meist dem Zweck, Landschaften oder Seen zu ent- oder zu bewässern, wie beispielsweise die Waale im Vinschgau, und faktisch nie dem der Flussschifffahrt und waren dafür auch meist zu klein. Die Bergflüsse führen zu wenig und unregelmäßig Wasser, Hindernisse im Wasserlauf und das starke Gefälle machten die Flüsse nur für Kähne mit sehr niedrigem Tiefgang und geringen Ausmaßen schiffbar. Wasserwirtschaft und Kanalisierung der Alpenflüsse in den letzten 100 Jahren haben den Flüssen einen relativ stabilen und teilweise sogar ausreichenden Wasserstand in einem hindernisfreien Bett beschert, der rein technisch eine beschränkte Flussschifffahrt zulassen würde. Am Tiroler Inn etwa wurde von 1998 bis 2011 wieder Schifffahrt betrieben, diese diente allerdings nur touristischen Zwecken. Insgesamt ist heute die Bedeutung der Flussschifffahrt in der Alpenregion zu vernachlässigen; nur wenige Abschnitte zumeist nur sehr bedingt schiffbarer Wasserwege reichen in die Randregionen der Alpen hinein.

## Bedeutung von Kanälen in den Alpen
Projekte für Schifffahrtskanäle waren von Bedeutung, da die Alpenpässe große Lücken im Netz der schiffbaren Flüsse bildeten, die auf dem Landweg überwunden werden mussten. Durch die Höhe dieser Pässe und die daraus resultierenden Probleme konnten diese Vorhaben jedoch nie ausgeführt werden.
Letztendlich stand hinter allen Kanalprojekten der Grundgedanke, die in den Alpen reichlich vorhandene Wasserkraft für den Verkehrssektor nutzbar zu machen. Als zu Beginn des 20. Jahrhunderts elektrische Eisenbahnen ihre Leistungsfähigkeit nachgewiesen hatten, wurden alle Kanalprojekte hinfällig, da durch Wasserkraftwerke in Kombination mit der Elektrifizierung der Bahnstrecken eine wesentlich effektivere Nutzung der Wasserkraft für den Verkehrssektor möglich wurde.

## Transhelvetischer Kanal
Das Projekt eines Transhelvetischen Kanals geht genau genommen nicht durch die Alpen, sondern tangiert sie nur – im Norden. Er sollte die Mittelgebirgslandschaft zwischen Alpen und Jura durchschneiden und die Flusssysteme von Rhein und Rhone miteinander verbinden.
Ein erster Versuch dazu ist im Canal d’Entreroches zu sehen, den im 17. Jahrhundert die Holländer als abkürzende Wasserstraße auf dem Weg zum Mittelmeer und weiter nach Indien ansahen. Für die Holländer führte der Weg bisher über den Atlantik vorbei an feindlich gesinnten Engländern, Franzosen und Spaniern. Damit nicht genug, gab es jede Menge Piraten und Freibeuter. Auf dem Kontinent führten die Kanäle und auch die Wege durch das ebenfalls von Spanien beherrschte Burgund und Belgien. So plante und baute Holland eine transeuropäische Verbindung durch die Schweiz. Zwar gedieh der Kanalbau über die Wasserscheide hinaus und zum Genfersee waren es nur noch gute 20 km, aber der Bau musste dennoch aus Geldmangel eingestellt werden.
Im Schatten des Baus des Main-Donau-Kanals sowie des Aus- und Neubaus von weiteren transeuropäischen Verbindungen kam die Diskussion um einen Transhelvetischen Kanal, der faktisch identisch mit dem Canal d‘Entreroches wäre, wieder in Gang. Von der gut 400 km langen Kanalstrecke sind schon gute 100 km über den bereits bestehenden Zihlkanal sowie weitere kleine Kanäle und Flussabschnitte der Aare schiffbar, dazu kommen noch die vielen Seen auf der Trasse. Die Scheitelhöhe des Kanals hätte bei 443 m gelegen und dabei die Wasserscheide in einem kurzen Tunnel unterquert. Es wurde erst einmal der alte Kanal mit einem Wanderweg erschlossen, der zum Teil die nie fertiggestellte Kanaltrasse bis an den Genfersee mit einschließt. Im Jahre 2006 wurde der Plan eines Transhelvetischen Kanals aufgegeben.

## Alpenquerkanalprojekte

### Maloja-Inn-Kanal
Der Gedanke an einen alpenquerenden Schifffahrtskanal wurde erstmals im Jahre 1713 aufgeworfen. Die österreichische Linie der Habsburger hatte gerade die ehemals spanische Lombardei erhalten und suchte nun nach einer leistungsfähigen und direkten Verbindung von Wien nach Mailand. Dabei wurde das Projekt eines „Inn-Maloja-Kanals“ geboren, der den Schiffen ermöglichen sollte, von Wien aus über die Donau und den Inn nach Tirol, durch das Engadin und über den Malojapass hinweg in den Comer See zu gelangen. Vom Comer See wären problemlos Kanalverbindungen zum Po und dessen Nebenflüssen möglich gewesen, damit hätte dieser Kanal auch Zugang zur Adria geboten. In Zeiten, als selbst Flachlandkanäle die Ingenieure vor größte Schwierigkeiten stellten und die allerwenigsten Straßen der Alpen überhaupt befahrbar gemacht werden konnten, war aber an einen Kanal über den Malojapass kaum ernsthaft zu denken.

### Splügenkanal

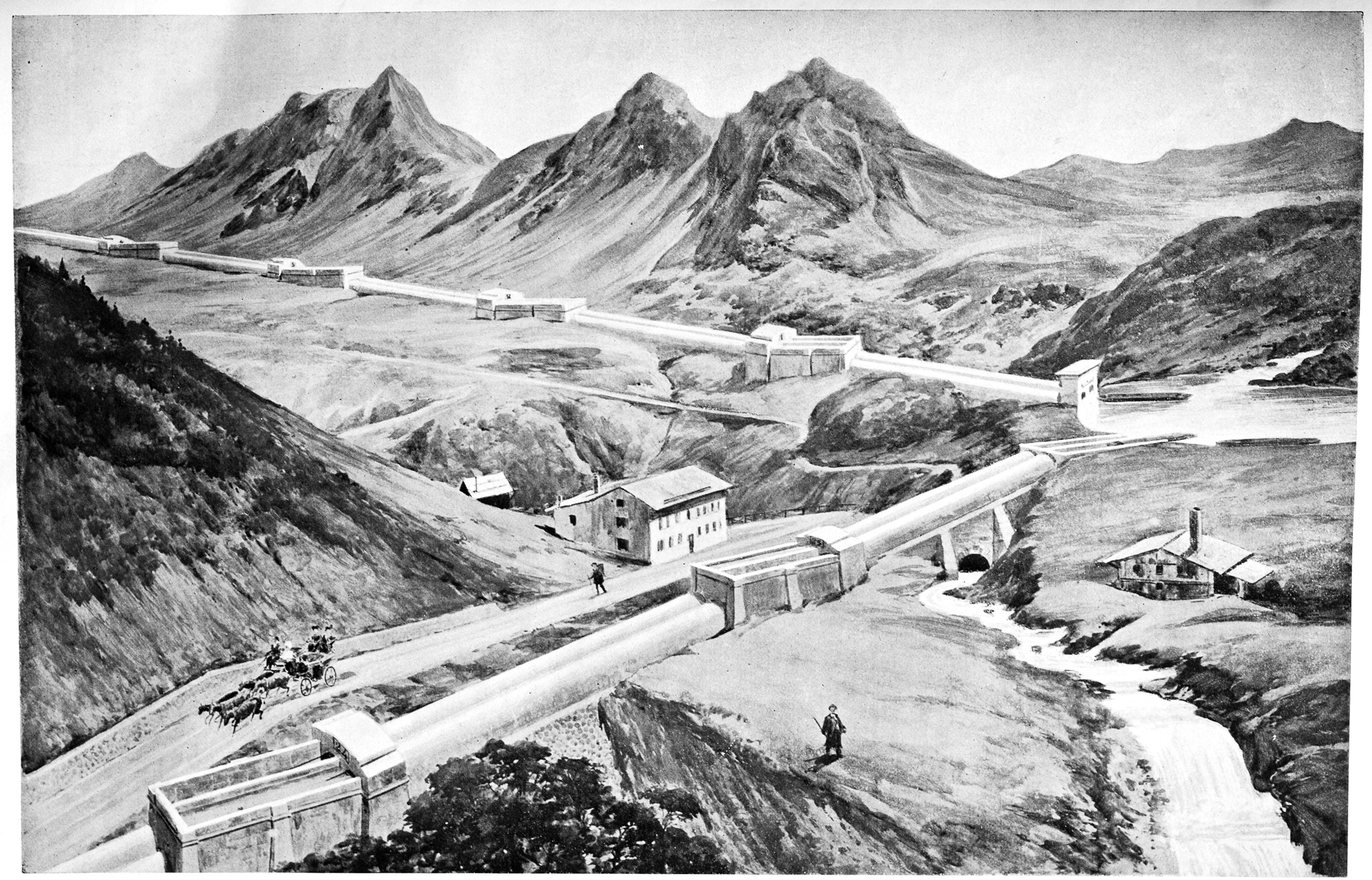
Skizze der geplanten transalpinen Wasserstraße auf der Südseite des Splügenpasses

Anfang des 20. Jahrhunderts plante der italienische Ingenieur mit Schweizer Wurzeln Pietro Caminada  eine transalpine Wasserstraße vom Mittelmeer zum Bodensee. Die Hafenstadt Genua hatte sich von der Eröffnung des Suezkanals einen sprunghaften Anstieg des Umschlages ausgerechnet, eine Kalkulation, die nur geringfügig aufging. Um den Handel Süddeutschlands durch den Suezkanal über Genua umzulenken, plante man einen Kanal, der Süddeutschland einen ungleich kürzeren Zugang zum Mittelmeer geboten hätte als die bisher bestehenden Verbindungen über den Rhein und die Nordsee. Dabei sollte der Kanal den Alpenhauptkamm beim Splügenpass mittels eines Scheiteltunnels unterqueren. Der Anfang des Kanals wäre bei Genua gelegen, von dort wäre er entlang der Polcevera zum ligurischen Giovipass angestiegen. Nachdem dieser mit einem Tunnel unterquert worden wäre, sollte er entlang der Scrivia zum Po hinabsteigen. Über Mailand und Lecco sollte der Kanal den Comer See erreichen und an dessen Nordende den Alpenanstieg beginnen. Nach dem Anstieg in den Tälern der Flüsse Mera und Liro wäre der Alpenkamm unter dem Splügenpass in einem längeren Tunnel unterquert worden.  Die nördliche Fortsetzung dieses Alpenquerkanals  bis zum Bodensee, an den Süddeutschland grenzt, sollte im Tal des Hinterrheins und des Rheins liegen. Von Basel aus sollte der bis hierhin schiffbare Rhein bis zum Bodensee weiter ausgebaut werden (Hochrheinschifffahrt).  Am östlichen Ende des Bodensees wurde zu dieser Zeit ein Kanal zur Donau geplant.
Der von Caminada entworfenen Kanal war im Auf- und Abstieg in den Alpen nicht wie üblich eine offene Wasserrinne, sondern bestand aus zwei geschlossenen, leicht geneigten parallelen Röhren. Ein in einer solchen Röhre befindliches Schiff sollte  vom einfließenden Wasser nicht nur gehoben, sondern auch bergwärts  bewegt werden (beim Leeren gesenkt und talwärts). Es wäre lediglich eine seitliche Führung des Schiffes nötig gewesen. Sie sollte mit Hilfe einer Schiene auf dem Röhrenboden erfolgen. Die Röhren wären durch offene Kammern unterbrochen gewesen. Hier wären die Schiffe auf Eingangshöhe des nächsten Röhrenabschnitts angehoben worden. Nach der Einfahrt des Schiffes in das obere Röhrenstück wäre dieses an seinem unteren Ende zu verschließen gewesen. Das zur Bergfahrt nötige Wasser wäre aus dem jeweiligen höheren parallelen Röhrenstück und aus der diesem oben anschließenden Kammer eingeflossen. Dabei wäre ein Schiff im parallelen Strang talwärts abgesenkt und verschoben worden. Die am Kanalscheitel einzuspeisende Wassermenge hätte pro gleichzeitiger Berg- und Talfahrt je eines Schiffes in jedem Abschnitt dem Inhalt eines Röhrenstücks und einer Zwischenkammer entsprochen.

### Greina- bzw. San-Bernardino-Kanal
Das Projekt Splügenkanal erregte viel Aufsehen und der Kanton Tessin schlug 1906 Änderungen vor, die diesen Kanal auf dessen Territorium geführt hätte. Anstatt durch den Comer See hätte er durch den Lago Maggiore und entlang der Flüsse Tessin und Brenno zum Greinapass geführt werden sollen. Auch dieser Pass wäre mit einem längeren Scheiteltunnel unterquert worden. Nördlich des Passes sollte der Kanal in den Vorderrhein münden und nach dem Zusammenfluss von Vorder- und Hinterrhein die ursprünglich geplante Trasse benutzen. Eine Alternativvariante der Tessiner sah vor, über die Flüsse Tessin und Moesa den wenig westlich vom Greinapass gelegenen San Bernardino zu erreichen und diesen zu unterqueren. Im Norden wäre die Splügen-Strecke im Tal des Hinterrheins beim Ort Splügen  bald erreicht worden.

### Gotthardkanal
Alternativ dazu wurde auch der Gotthardpass als Weg der Alpenquerung in Erwägung gezogen. Die Strecke wäre in diesem Fall vom Lago Maggiore über den Vierwaldstättersee nach Basel verlaufen. 1905 wurde ein entsprechendes Projekt vom italienischen Ingenieur Caminada präsentiert.
Angesichts der größeren Kanäle des Flachlandes, die mit ihren riesigen Schleusentreppen und Schiffshebewerken ja nur wenige Dutzende Meter Höhenunterschied überwinden, wird der Aufwand deutlich, den ein Alpenquerkanal mit Anstiegen über hunderte Meter notwendig gemacht hätte. Herkömmliche Kammerschleusen waren für ein solches Projekt zu aufwändig.
Der Ingenieur des Projektes, der Italiener Caminada, hatte sich jedoch eine andere, die oben beschriebene Lösung ausgedacht. Zu dieser Zeit war der Bau von schräggestellten Schiffshebewerken aber schon besser erprobt. Große Tröge wären über Gleisanlagen und Seilzüge, ähnlich einem normalen Schiffshebewerk, auf den Berg gezogen worden, oder ins Tal hinab. Als Doppelanlagen benötigen sie wenig Antriebsenergie und sind sparsam im Wasserverbrauch. Caminadas Projekt wäre  bezüglich Wasserverbrauch nur durch „zweispurigen“ Ausbau möglich gewesen.

### Öffentliches Interesse an einem Alpenquerkanal
Das Interesse für das Projekt und den Bau eines Alpenquerkanals war seinerzeit nicht nur im oberen Italien und dem Tessin groß, sondern auch in Deutschland. Der Berliner Königliche Baurat Max Contag bescheinigte Caminadas Projekt in einem Gutachten die Realisierbarkeit. Die Kosten wären wohl finanzierbar gewesen, auch wenn sie mit 400 bis 550 Millionen Lire erheblich über denen einer zusätzlichen Alpen-Eisenbahn gelegen hätten. Da der Kanal nur eine maximale Scheitelhöhe von unter 1300 m aufweisen sollte, wäre er auch einen Großteil des Jahres über nutzbar gewesen. Angesichts der damaligen enormen Bedeutung der Binnenschifffahrt und des überaus großen Einzugsgebietes eines solchen Alpenquerkanals hätte dieser mit einer guten Auslastung rechnen können. Er hätte den Weg von den rheinischen Häfen hin zum Mittelmeer um einiges abgekürzt, auf der anderen Seite wäre der Weg von den Donauhäfen zum Mittelmeer und zum Atlantik ebenfalls um ein Erhebliches verkürzt worden. Heute sind die wirtschaftlichen Verhältnisse im Transportwesen nicht mehr für das Projekt eines Alpenquerkanals geeignet.